# Raimat
Raimat är en ort i Spanien.   Den ligger i provinsen Província de Lleida och regionen Katalonien, i den östra delen av landet, 400 km öster om huvudstaden Madrid. Raimat ligger 299 meter över havet och antalet invånare är 489.
Terrängen runt Raimat är huvudsakligen platt, men österut är den kuperad. Runt Raimat är det tätbefolkat, med 442 invånare per kvadratkilometer. Närmaste större samhälle är Lleida, 13,7 km sydost om Raimat. Trakten runt Raimat består till största delen av jordbruksmark.